# David Sotelo
David José Sotelo (Villa Gobernador Gálvez, 30 luglio 2003) è un calciatore argentino, centrocampista del Newell's Old Boys.

## Carriera
Sotelo è cresciuto nel settore giovanile del Newell's Old Boys, con cui ha firmato il primo contratto professionistico il 24 dicembre 2022. Ha debuttato in prima squadra il 14 maggio 2023 nell'incontro di Primera División vinto 2-0 contro l'Arsenal Sarandí. Il 26 gennaio 2024 ha riportato la rottura del legamento crociato anteriore del ginocchio sinistro nel corso dell'incontro di Copa de la Liga Profesional contro il  Central Córdoba (SdE) che lo ha tenuto ai box fino al termine dell'anno.

## Statistiche

### Presenze e reti nei club
Statistiche aggiornate al 2 aprile 2024.
| Stagione        | Squadra           | Campionato      | Campionato | Campionato | Coppe nazionali | Coppe nazionali | Coppe nazionali | Coppe continentali | Coppe continentali | Coppe continentali | Altre coppe | Altre coppe | Altre coppe | Totale | Totale | Totale |
| Stagione        | Squadra           | Comp            | Pres       | Reti       | Comp            | Pres            | Reti            | Comp               | Pres               | Reti               | Comp        | Pres        | Reti        | Pres   | Reti   |        |
| --------------- | ----------------- | --------------- | ---------- | ---------- | --------------- | --------------- | --------------- | ------------------ | ------------------ | ------------------ | ----------- | ----------- | ----------- | ------ | ------ | ------ |
| 2023            | Newell's Old Boys | PD              | 4          | 0          | CA+CdL          | 0+1             | 0               | CS                 | 1                  | 0                  |             | -           | -           | 6      | 0      |        |
| 2024            | Newell's Old Boys | PD              | 0          | 0          | CA+CdL          | 0+1             | 0               |                    | -                  | -                  |             | -           | -           | 1      | 0      |        |
| Totale carriera | Totale carriera   | Totale carriera | 4          | 0          |                 | 2               | 0               |                    | 1                  | 0                  |             | -           | -           | 7      | 0      |        |